# Brevet de technicien supérieur - Économie sociale et familiale
 (mars 2018).
Si vous disposez d'ouvrages ou d'articles de référence ou si vous connaissez des sites web de qualité traitant du thème abordé ici, merci de compléter l'article en donnant les références utiles à sa vérifiabilité et en les liant à la section « Notes et références ».
Le Brevet de technicien supérieur en Économie sociale familiale (BTS ESF)— également dénommé Économie sociale et familiale — se déroule sur 2 années de formation, et donne accès à un statut de Technicien supérieur en Économie sociale familiale.
À l'issue de cette formation, la plupart des étudiants choisissent de poursuivre son cursus vers un Diplôme d'État de Conseiller en Économie Sociale Familiale (formation de niveau III jusqu'en août 2018, puis de niveau II à compter de septembre 2018 (sans effet rétroactif)) afin de devenir Conseiller en économie sociale et familiale (CESF).

## La fonction
Le Technicien supérieur en économie sociale familiale (TSESF - à ne pas confondre avec le CESF ni TISF) informe et conseille les personnes et les familles en difficulté sur les problèmes de la vie quotidienne : insertion, logement, gestion de budget, santé… Il peut aussi bien travailler auprès d'individus (expertise et conseils techniques, encadrement et soutien administratif et financier…), que de groupes (organisation de stages d'insertion, formation à la gestion du budget…). Le TSESF peut enfin effectuer des tâches de gestion dans certaines collectivités, notamment en milieu hospitalier.

## Secteurs d'activité
- Centres d'aide sociale
- Collectivités locales et territoriales
- Structures d'accueil (Maisons relais, MECS, FAM, EHPAD...)
- Organisations de protection des consommateurs
- Caisses d'allocations familiales...

## Formation
Le contenu de cette formation est assez important et est composé de 1610 heures réparties sur les 2 ans. Elle est composée de 5 modules :
- 1er module : Expertise et conseils technologiques
- 2e module : Animation Formation
- 3e module : Communication professionnelle
- 4e module : Travail en partenariat institutionnel et interinstitutionnel
- 5e module : Gestion de la vie quotidienne dans un service ou un établissement

Il y a également une langue vivante et des actions professionnelles proposées au long de la formation. Les actions professionnelles permettent de mettre en place des activités dans des structures en lien avec les cours.

## Stages[5]
Lors de cette formation de Technicien(ne) supérieur en Économie Sociale et Familiale, les stages ont une grande importance et un grand intérêt pour les étudiants car ils leur permettent de voir concrètement en quoi consiste leur métier dans différentes structures.
Durant la 1re année, le stage à une durée de 6 semaines et doit permettre à l'étudiant d'appréhender et d'observer le fonctionnement de la structure ainsi que de mettre en place une activité en lien avec les domaines de compétence étudier en cours (la santé, l'alimentation, l'hygiène, l'habitat, le logement, l'économie...). Le stage se déroule généralement à la fin de l'année scolaire (mai-juin) pour permettre à l'étudiant de mettre en pratique les connaissances apprises en cours. À la fin du stage l'étudiant doit réaliser un rapport de stage afin d'expliquer son intervention dans la structure et ce qu'il a pu apporter à celle-ci.
Durant la 2e année, le stage a une durée de 7 semaines. Il ne peut être réalisé dans la même structure que le 1er, ni avec le même public cible (enfants, personnes handicapés, personnes âgées, sans-abri...) Pendant ce stage l'étudiant doit mettre en place un projet en lien avec ses domaines de compétence. La mise en place de ce projet doit être pertinente pour la structure et doit permettre d'améliorer sa démarche qualité. L'étudiant doit créer un dossier de stage de 10 pages présentant ce projet (la durée du projet, des objectifs, les moyens nécessaires, l'évaluation...). Ce projet est présenté à l'oral devant un jury composé d'un professionnel et d'un professeur de l'une des matières enseignées. Ils attribuent une note pour la pertinence et la présentation du projet mais aussi pour la qualité du dossier de stage. Celle-ci comptera dans la moyenne pour la note finale du BTS.

## Poursuites d'études possibles après un BTS Économie sociale familiale
- Diplôme d'État de conseiller en économie sociale familiale
- Licences professionnelles
- Licence en sciences humaines et sociales, mention sciences de l'éducation, suivie d'une poursuite vers les métiers du social ou de l'enseignement